# Таханун

Личная покаянная мольба «Таханун» на родном языке в свободной форме в земном поклоне после общинной молитвы «Амида» в талмудическом иудаизме согласно толкованию Маймонида, вавилонскому Талмуду (Бава мециа 59 б), Торе

Таханун (тахнун, тахнуним, тахануним, тхина, деварим, от мишн. ивр. תחנון‎ — «мольба»), также простира́ние ниц (נפילת אפים‎, нефилат апаим) и присоединённая молитва (צלותא דמוספין) в талмудическом иудаизме — личная мольба к Богу. Традиционно произносили в свободной форме на родном языке в конце общинной молитвы «Амида». В вавилонском Талмуде указан обычай молиться, пав ниц после молитвы «Амида» в дни общественных постов по понедельникам и четвергам.

## Этимология
Таханун (ед. ч. תחנון‎) — слово, означающее коленопреклонную мольбу, встречается в многих книгах Танаха только во мн. ч. (таханунай, таханунав, тахануне, таханунеха, таханунену, тахануним, таханунотай, у-ве-тахануним, ве-тахануним), например, «с мольбою говорит нищий, а богатый отвечает грубо» (Прит. 18:24). Корень ח.נ.ה.‎ в слове таханун указывает на способ выражения мольбы, припав ниц к земле.
В Талмуде отмечен обычай молить Бога после прочтения обязательной молитвы «Амида», пав ниц, подобно Моисею и Аарону, «они же пали на лица свои и сказали…» (Чис. 16:22), что дало этой молитве название Нефилат апаим (נפילת אפים‎ — «простирание ниц»), от апаим (אפים‎ — «лицо»), двойственной формы слова аф (אף‎ — «ноздря; нос»).

## В источниках

### Тора
В Торе описан образец молитвы Моисея из семи фраз с поясным и земным поклонами (падение ниц) Богу в конце молитвы, а также таханун Моисея после молитвы:

И прошел Господь пред лицем его и возгласил:
Господь, Господь,
Бог человеколюбивый и милосердый,
долготерпеливый и многомилостивый и истинный,
сохраняющий [правду и являющий] милость в тысячи родов,
прощающий вину и преступление и грех,
но не оставляющий без наказания,
наказывающий вину отцов в детях и в детях детей до третьего и четвертого рода.
Моисей тотчас пал на землю и поклонился [Богу] и сказал: если я приобрел благоволение в очах Твоих, Владыка, то да пойдет Владыка посреди нас; ибо народ сей жестоковыен; прости беззакония наши и грехи наши и сделай нас наследием Твоим.
— Исх. 34:5—9
В Торе описаны случаи падения ниц (падения на лицо) в коленопреклонённой молитве в земном поклоне (Быт. 4:5, 17:3).
В сидуре, после молитвы «Амида», таханун содержит каббалистическую молитву, частичную цитату молитвы Моисея:

И прошёл Господь перед лицом его и возгласил: Господь, Господь, Бог Человеколюбивый и Милосердый, Долготерпеливый и Многомилостивый и Истинный, Сохраняющий [правду и Являющий] милость в тысячи родов, Прощающий вину и преступление и грех, но Не Оставляющий без наказания.
Оригинальный текст (иврит)וַיַּעֲבֹר יְהוָה עַל פָּנָיו וַיִּקְרָא יְהוָה יְהוָה אֵל רַחוּם וְחַנּוּן אֶרֶךְ אַפַּיִם וְרַב חֶסֶד וֶאֱמֶת  נֹצֵר חֶסֶד לָאֲלָפִים נֹשֵׂא עָוֹן וָפֶשַׁע וְחַטָּאָה וְנַקֵּה‎
— Сидур «Тхилат ха-шем»
Личные молитвы — добровольны и спонтанны. Так, Авраам молил Бога за сохранение праведных (Быт. 18:23—25) и об исцелении Авимелеха (Быт. 20:17), раб Авраама молился Богу (Быт. 24:12—14), Иаков из-за страха перед Исавом (Быт. 32:9—12), Моисей о прощении народа (Исх. 32:31—32, 34:8, 9), Моисей об исцелении сестры (Чис. 12:13), Даниил об освобождении народа из плена (Дан. 9:3—19, 2:20—23), Неемия молился (Неем. 1:4—11).

### Талмуды

#### ПалестинскийТалмуд
В палестинском Талмуде (Брахот 4:3) постановлено после молитвы «Амида» сказать «Благословен Господь, ибо Он услышал голос молений (таханун) моих» (Пс. 27:6):

И произносит 3 начальные благословения и 3 конечные благословения и произносит «Благословен Господь, ибо Он услышал голос молений моих».
Оригинальный текст (иврит)ואומר ג' ברכות ראשונות וג' ברכות אחרונות ואומר ברוך יהוה כי שמע קול תחנוני‎
— Палестинский Талмуд, Брахот 4:3 (33 а — 34 а)

#### Вавилонский Талмуд
В вавилонском Талмуде (Брахот 34 б) дано разъяснение трёх положений тела при молитве «Таханун»:

Вторили раввины наши: преклонение (קידה‎) — на лицо, как говорится «и наклонилась Вирсавия лицом до земли». Поклон (כריעה‎) — на коленях, как говорится «встал с колен». Простирание ниц (השתחואה‎) — вытянутые руки и ноги, как говорится «неужели я и твоя мать, и твои братья придём поклониться тебе до земли?».
Оригинальный текст (иврит)תנו רבנן קידה על אפים שנאמר וַתִּקֹּד בַּת שֶׁבַע אַפַּיִם אֶרֶץ כריעה על ברכים שנאמר מִכְּרֹעַ עַל בִּרְכָּיו השתחואה זו פשוט ידים ורגלים שנאמר הֲבוֹא נָבוֹא אֲנִי וְאִמְּךָ וְאַחֶיךָ לְהִשְׁתַּחֲוֹת לְךָ אָרְצָה‎
— Вавилонский Талмуд, Брахот 34 б

### Мишне Тора
Маймонид в своей книге «Мишне Тора» (Ахава, Тфила 5:14 (13)) описал, каким образом совершали таханун в его время:

Как осуществлять падение ниц? После поднятия головы после пятого поклона [молитвы «Амида»] садится на землю и опускает своё лицо на землю и произносит любые мольбы [таханун], какие пожелает. Поклон (כריעה‎) совершают в любом месте на коленях. Преклонение (קידה‎) — [на коленях и] на лицо. Падение ниц (השתחוויה‎) — вытягивают руки и ноги, лёжа на своём лице на земле.
Оригинальный текст (иврит)השתחוויה כיצד אחר שמגביה ראשו מכריעה חמישית יושב לארץ ונופל על פניו ארצה ומתחנן בכל תחנונים שירצה כריעה האמורה בכל מקום על ברכיים קידה על אפיים השתחוויה זה פישוט ידיים ורגליים עד שנמצא מוטל על פניו על הארץ‎
— Мишне Тора, Ахава, Тфила 5:14 (13)

Когда ведущий общественную молитву произнёс молитву «Амида», садится [на колени] и падает ниц на своё лицо, приподнимается он и вся община с ним и произносят мольбу и он падает и садится [на колени] и поднимает свою голову и вся община с ним и произносит мольбу вслух, сидя [на коленях].
Оригинальный текст (иврит)ואחר שישלים כל התפילה יישב וייפול על פניו ויטה מעט הוא וכל הציבור ויתחנן והוא נופל ויישב ויגביה ראשו הוא ושאר העם ומתחנן מעט בקול רם מיושב‎
— Мишне Тора, Ахава, Тфила 9:5

## Современный обычай

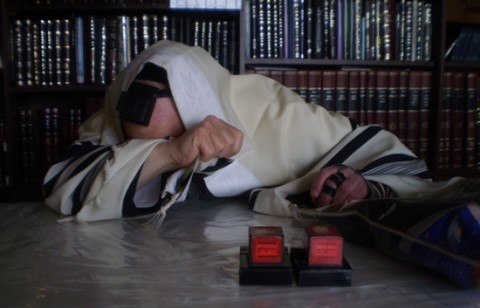
Хабадник условно склоняется на правую руку

С XIV века принято читать таханун по установленному тексту, при этом ашкеназы и сефарды падают ниц лишь в Рош ха-Шана и Йом-кипур (обыкновение падать ниц всякий раз после молитвы «Амида» по будням сохранили только йеменские евреи), хотя название Нефилат апаим сохранили за центральной частью текстов молитвы «Таханун», которую ашкеназы читают сидя, как правило, опустив голову на руку. Остальной текст читают сидя или стоя, аналогично другим молитвам. В большинстве общин таханун читают после молитвы «Амида» в утреннем и послеполуденном богослужениях, при этом полный текст читают только в утреннем богослужении общинного поста по понедельникам и четвергам, а в остальных случаях читают сокращённый вариант.
Таханун не читают в шаббат, праздники и в некоторых других случаях, например, в присутствии жениха в течение недели после его свадьбы.